# Matheus Josephus Antonius Bartholomeus Maria Koten
Matheus Josephus Antonius Bartholomeus Maria Koten (Grevenbicht, 11 november 1887 – 21 februari 1973) was een Nederlands politicus. 
Hij werd geboren als zoon van Jan Willem Koten (1853-1925) en Maria Agnes Ida Vencken (1855-1935). Zijn vader was bierbrouwer en werd in 1902 de burgemeester van Grevenbicht. M.J.A.B.M. Koten volgde daar in 1918 zijn vader op als burgemeester. Daarnaast was hij vanaf 1926 de burgemeester van de gemeente Obbicht en Papenhoven. In 1941 was Koten een van de Limburgse burgemeesters die ontslag namen na een vergadering met Commissaris der Provincie De Marchant et d'Ansembourg waar werd aangegeven dat de burgemeesters het gedachtegoed van de NSB moesten uitdragen. Na de bevrijding in 1944 keerde hij terug in beide functies. Koten ging in 1952 met pensioen en overleed in 1973 op 85-jarige leeftijd. 